# Opperding
Pour l’article ayant un titre homophone, voir Operding.
Opperding est un écart de la commune française de Rolbing, dans le département de la Moselle.

## Géographie

### Localisation
Occupant la partie la plus septentrionale du Pays de Bitche, à la frontière franco-allemande et en pays découvert, le village d'Opperding se situe sur la rive gauche de la Horn.

## Toponymie
- Opperdingen (1550), Opperting (1751), Opertingen (1754-1755), Oppertingen (1756), Opertingen (carte de Cassini), Opperdingen (carte de l'état-major).

## Histoire
Opperding constitua une communauté indépendante faisant partie de la grande paroisse de Loutzviller et devint commune en 1790 jusqu'à son rattachement à Rolbing en 1813.

## Démographie
| 1793 | 1800 | 1806 |
| ---- | ---- | ---- |
| 105  | 123  | 140  |